# Цвингендорф
Цвингендорф (нем. Zwingendorf) — посёлок в Австрии, в федеральной земле Нижняя Австрия. 
Входит в состав округа Мистельбах. Население 499 чел. Занимает площадь 20,97 км². Официальный код  —  31616.